# 暗弧蛤属
暗弧蛤属（学名：Arcopella）是樱蛤科下的一个属。

## 下属物种
本属包括以下物种：
- Arcopella balaustina (Linnaeus, 1758)
- 伊氏暗弧蛤 Arcopella isseli (H.Adams, 1871)